# 얼룬향

얼룬 향의 위치

얼룬향(한국어: 이륜향, 중국어: 二崙鄉, 병음: Èrlún Xiāng)은 중화민국 윈린 현의 향이다. 넓이는 59.5625km2이고, 인구는 2015년 8월 기준으로 28,048명이다.

## 지리
윈린 현의 북단에 위치하고 북쪽으로 줘수이시(濁水溪)를 사이에 두고 장화 현과 접한다.